# Chhatrapati Shivaji-stationen
Chhatrapati Shivaji-stationen (före 1996 Victoriastationen), i dagligt tal ofta benämnd med akronymen CST, är en järnvägsstation i den indiska staden Bombay. Stationen uppfördes under brittisk tid, och är sedan 2004 klassad som världsarv av Unesco, som symbol för 1800-talets arkitektoniskt nyskapande järnvägsstationer.
Shivajistationen är inte Bombays centralstation, utan endast en station längs pendeltågslinjen genom Bombay och dess förorter. Det är en magnifik byggnad uppförd i gotisk stil, som även fungerar som huvudkontor för järnvägsbolaget Central Railways in India. En nästan lika magnifik byggnad, mittemot denna järnvägsstation, hyser Bombays kommuns centralförvaltning.